# Чешуйницы (род)
Чешуйницы (лат. Lepisma) — род примитивных насекомых семейства чешуйниц (Lepismatidae), типовой род этого семейства.

## Описание
Окраска тела сильно варьирует и может быть серебристой, желтоватой, зеленоватой. Является синантропным видом. Обитают внутри зданий и ночью выбираются из своих нор для поиска пищи, богатой белком, сахаром или крахмалом. Также могут употреблять отмершие ткани, хотя не имеют способности переваривать кератин, но могут переварить целлюлозу, потому питаются бумагой и это делает насекомое серьёзным вредителем, повреждающим бумажные изделия. Все три вида обладают длинными усиками и тремя изогнутыми «хвостиками» в задней части корпуса, каждый практически сопоставим с длиной самого тела, которая может достигать до 1,3 см. Особи бескрылые, яркие и сероватого окраса. Предпочитают влажную среду обитания. Её освоение идёт медленно, в зависимости от температуры и влажности, и насекомые могут несколько месяцев прожить без пищи. Против данных вредителей часто эффективны препараты, имеющие в своём составе хлорпирифос, диазинон и пиретрины, применяемые как на открытом воздухе, так и в помещениях.

## Классификация
Род состоит из трёх видов:
- Lepisma baetica Molero, Gaju, Bach & Mendes, 1992
- Lepisma chlorosoma Lucas, 1846
- Lepisma saccharina Linnaeus, 1758 — обыкновенная чешуйница, или сахарная чешуйница